# Adrian Voinea
Adrian Voinea (n. 6 august 1974, Focșani) este un fost jucător de tenis român.

## Carieră
Voinea a început cariera profesională în 1993. În anul 1999 are cel mai mare succes în cariera sa la turneul ATP de la Brighton, unde câștigă în fața austriacului Stefan Koubek. În 1996, în finala de la ATP de la Palermo, cu Karim Alami a trebuit să se retragă.
Cel mai bun rezultat la un turneu de Grand Slam l-a realizat în 1995 la French Open, unde a ajuns până în sferturile de finală. Cel mai bun loc l-a avut pe 15 aprilie 1996, unde a ajuns pe locul 36 în lume.
Între 1995 și 2003 a jucat în total la 12 competiții în Cupa Davis pentru România, înregistrând zece victorii din 18 partide.

## Realizări
| Legende                       |
| Grand Slam                    |
| Tennis Masters Cup            |
| ATP Masters Series            |
| ATP International Series Gold |
| ATP International Series (1)  |

| Titlu      |
| Hard (0)   |
| Zgură (1)  |
| Iarbă (0)  |
| Carpet (0) |

### Simplu

#### Victorii
| Nr. | Data               | Turneu       | Teren | Adversar      | Rezultat final |
| 1.  | 26 septembrie 1999 | ATP Brighton | Zgură | Stefan Koubek | 1:6, 7:5, 7:62 |

#### Finală
| Nr. | Data               | Turneu      | Teren | Adversar    | Rezultat final     |
| 1.  | 29 septembrie 1996 | ATP Palermo | Zgură | Karim Alami | 5:7, 1:2 retragere |